# Municipio de Dallas (condado de Marion)
El municipio de Dallas (en inglés: Dallas Township) es un municipio ubicado en el condado de Marion en el estado estadounidense de Iowa. En el año 2010 tenía una población de 1671 habitantes y una densidad poblacional de 17,9 personas por km².

## Geografía
El municipio de Dallas se encuentra ubicado en las coordenadas 41°12′22″N 93°16′5″O / 41.20611, -93.26806. Según la Oficina del Censo de los Estados Unidos, el municipio tiene una superficie total de 93.35 km², de la cual 93,32 km² corresponden a tierra firme y (0,02 %) 0,02 km² es agua.

## Demografía
Según el censo de 2010, había 1671 personas residiendo en el municipio de Dallas. La densidad de población era de 17,9 hab./km². De los 1671 habitantes, el municipio de Dallas estaba compuesto por el 97,85 % blancos, el 0,24 % eran afroamericanos, el 0,12 % eran amerindios, el 0,96 % eran de otras razas y el 0,84 % eran de una mezcla de razas. Del total de la población el 2,69 % eran hispanos o latinos de cualquier raza.